# Betakoronavirus
Betakoronavirusi (β-CoV ili Beta-CoV) jedan su od četiri roda koronavirusa u potporodici Orthocoronavirinae u obitelji Coronaviridae, reda Nidovirales. Oni su omotani, jednolančani RNK virusi zoonotskog, pozitivnog smisla, genoma veličine oko 30 kilobaza.  U starijoj literaturi ovaj je rod poznat i kao koronavirusi grupe 2.

## Etimologija
Naziv Koronavirus potječe od latinskog corona, što znači 'kruna' ili 'vijenac', a odnosi se na oblik virusa gledanog pod elektronskim mikroskopom; proteini na površini stvaraju oblik nalik Sunčevoj koroni. Prefiks "beta" potječe od starogrčkog βῆτα, tj. β, drugog slova grčkog alfabeta.

## Virologija
Alfakoronavirusi i betakoronavirus zaražavaju uglavnom šišmiše, ali također mogu i druge vrste sisavaca poput ljudi, deva i zečeva. Betakoronavirusi koji su uzrokovali epidemije kod ljudi uglavnom izazivaju vrućicu i respiratorne simptome. Oni uključuju:
1. SARS-CoV: Epidemija SARS-a 2002. – 2004.
2. MERS-CoV: MERS
3. SARS-CoV-2: Pandemija COVID-19

## Morfologija
Betakoronavirusi se razlikuju od svih ostalih u rodu po tome što imaju dodatni, kraći protein šiljka koji se zove hemaglutinin esteraza (HE) (P15776). Smatra se da je naslijeđen od virusa gripe tipa C.
Poznate su strukture nekoliko proteina šiljaka ove skupine virusa. Domena vezanja receptora proteina šiljka u betakoronavirusa i alfakoronavirusa katalogizirana je kao InterPro: IPR018548. Protein šiljka, fuzijski protein, sastavlja se u trimer (PDB: 3jcl, 6acg); njegova struktura nalikuje fuzijskom proteinu paramiksovirusa F. Uporaba receptora jako je neočuvana; na primjer, među Sarbecovirusima, samo podlinija koja sadrži SARS ima ACE2 receptor.

## Galerija
- Animacija viriona SARS-CoV-2.
- Morfološka ilustracija SARS-CoV-2 viriona
- Dijagram viriona koronavirusa čiji su proteini šiljka u obliku krune poput Sunčeve korone.